# Rohr (Bitche)
Pour les articles homonymes, voir Rohr.
Rohr ou Rozeau est un ancien hameau de la mairie de Schorbach, qui forma avec les villages de Kaltenhausen et de Vorgeburg la ville de Bitche à la fin du XVIIe siècle.

## Toponymie
Anciennes mentions : Rohr (1447) ; Rhor (1604) ; Rozeau (1604 et 1626).

## Histoire
Avec les ans, quelques habitations viennent s'accoler au pied du rocher et château-fort de Bitche. Au XIIe siècle, deux hameaux s'y sont formés : Kaltenhausen à l'emplacement actuel de la gare et Rohr dans les alentours de l'actuelle Totengasse.
L'existence de Rohr est constatée par Bernard Hertzog, qui, dans sa relation du siège de Bitche, en 1447, rapporte que le comte Frédéric, « en s'échappant de sa forteresse surprise par l'ennemi, tomba sur les rochers, et parvint à Rohr, où seulement il reprit connaissance, après s'être évanoui trois fois ». Il aura juste le temps de fuir et de se réfugier au château de Lemberg.
Au XVIe siècle, le comte Jacques fortifie et entoure d'un rempart les habitations de Kaltenhausen et de Rohr.
Incendiée par les suédois le 6 septembre 1633, Rohr sera détruite en 1635. Rebâtie après 1660, la nouvelle localité se confond avec le village de Kaltenhausen et le faubourg de Vorgeburg, formant ainsi Bitche.